# Agylla niphostibes
Agylla niphostibes är en fjärilsart som beskrevs av Dyar 1914. Agylla niphostibes ingår i släktet Agylla och familjen björnspinnare. Inga underarter finns listade i Catalogue of Life.